# Pierre-Alexandre Vignon
Pour les articles homonymes, voir Vignon.
Pierre-Alexandre Vignon est un architecte néoclassique français né en 1763 et mort en 1828. Il est parfois confondu avec  Barthélemy Vignon, confrère d'origine lyonnaise.

## Biographie
Pierre-Alexandre Vignon, né à Paris le 5 octobre 1763 est le fils de Pierre Vignon (Lagny, 1712 - Paris, 1787), procureur au Parlement de Paris et de Catherine Compagnon (av. 1742 - Paris, 1798). Dans les années 1785-1788, il étudie à l'Académie d'architecture avec Julien-David Leroy. Il est également l'élève de Claude Nicolas Ledoux, dont il est certainement très apprécié. En effet, le 12 novembre 1806, une semaine avant sa mort, Ledoux en fait son exécuteur testamentaire et lui lègue la moitié de ses biens.
En 1790 il est nommé à l'Inspection générale des ateliers publics et architecte de l'Arsenal. 
Le 14 septembre 1792, l'Assemblée Nationale Législative décide que la future Convention Nationale ne pouvant plus tenir séance à la salle du Manège va siéger au château des Tuileries dans  la salle des Machines, ancienne salle du Théâtre-Français. Elle confie à Pierre-Alexandre Vignon la conception et la responsabilité des aménagements indispensables à cette nouvelle fonction. Mais, peu après, Vignon doit céder sa place à Jacques-Pierre Gisors, soi-disant pour une question de plus grande simplicité d'agencement et de moindre coût du projet de ce dernier, selon le rapport de deux architectes commis par le  Comité des inspecteurs de la salle à effet de comparer les projets. Vignon réagit vigoureusement à cette mise à l'écart à l'instigation du ministre Roland, et clame son indignation dans une pétition adressée à l'Assemblée. Il réclame d'être dédommagé, ce qu'il obtient partiellement le 25 octobre 1792.
En octobre 1793, encore célibataire, il demeure place du Museum, vraisemblablement dans un logement de fonction au Louvre.
En l'an II, courant 1794, P.-A. Vignon est nommé inspecteur général des Bâtiments publics et a autorité sur les travaux du Louvre, des Tuileries, des Invalides et de tous les monuments de Paris. Il est, dans ce cadre, chargé d'installer des ateliers d'armes dans les ci-devant couvents des Capucins et des Feuillants, ainsi que l'Imprimerie Nationale à l'Hôtel de Toulouse, dit Hôtel de Penthièvre, ancien Hôtel de la Vrillière en nivôse an III. Sa place d'inspecteur général étant convoitée par l'ami d'un homme politique éminent, il se retire de cette fonction et se consacre à des études et à quelques projets jusqu'à la consultation concernant l'édifice de la Madeleine.
Amélie Vignon (1800-1870), sa fille aînée, épouse Alexandre-Louis Badenier (1793-1889), architecte qui devient l'élève de son beau-père. En 1833 Badenier dessine et expose une vue de la Madeleine pour constater les changements apportés à ce monument depuis sa conception par Vignon, décédé 5 ans plus tôt.  Il conçoit aussi en 1844 un projet de  réunion du Louvre et des Tuileries.

## Œuvres
Pour l'impératrice Joséphine, il construit en 1805 la grande serre chaude de Malmaison, en collaboration avec Jean-Thomas Thibault. 
« D'une longueur de 50 mètres elle est adossée sur un bâtiment abritant des salons qui servent également de galerie pour les collections de vases grecs et d'où l'on peut admirer les plantes. Chauffée par de grands poêles à charbon, ses dimensions exceptionnelles permettent d'accueillir des arbustes hauts de 5 mètres sous une très grande surface de verre. »
En 1806, il est chargé de dresser les plans d'un vaste édifice qui doit prendre la place envisagée pour une nouvelle église de la Madeleine et qui devait abriter la Banque de France, le Tribunal de commerce et la Bourse de Paris. 

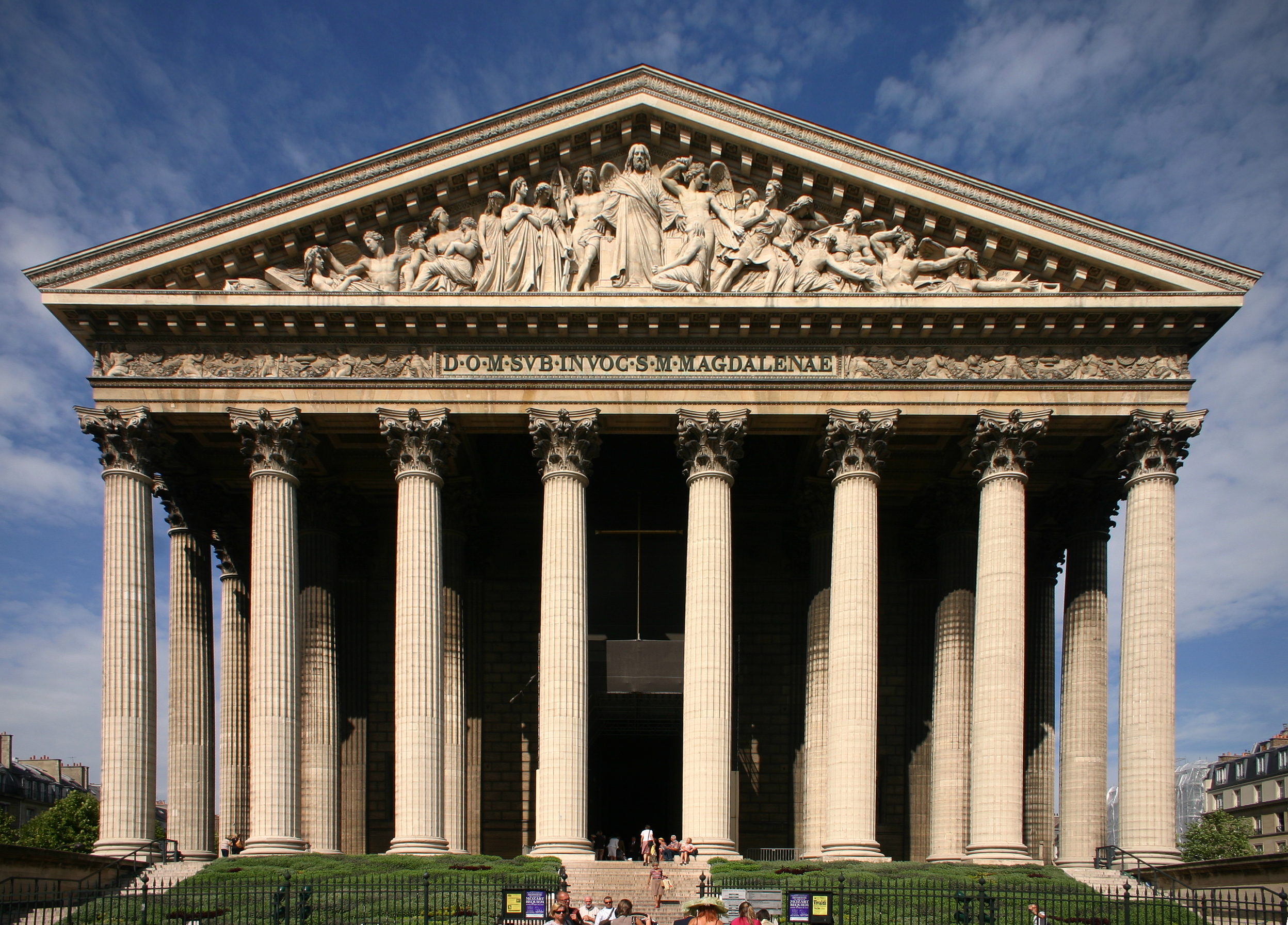
Église de la Madeleine à Paris

Ce projet est abandonné à la fin de 1806 et il est décidé de construire à la place, au même endroit, un temple à la gloire des soldats de la Grande Armée (Premier Empire). 
Vignon participe au concours d'architecture organisé à cette occasion et propose un édifice d'inspiration gréco-romaine, périptère, finalement choisi le 30 mai 1807 par Napoléon Ier sur le champ de bataille de Tilsitt, contre l'avis de l'Académie impériale qui avait retenu le projet de M. de Beaumont.  Les démolitions et les premières mises en œuvre commencent assez rapidement. Mais la fin de l'Empire, la décision de Louis XVIII de faire du bâtiment une église expiatoire, la Restauration et les troubles de 1830 viennent ralentir et parfois stopper les travaux. Après la mort de Vignon en 1828, Jean-Jacques-Marie Huvé, initialement conducteur des travaux, devenu en 1817 inspecteur en chef des travaux de la Madeleine, reprend la direction du chantier qui ne s'achève qu'en 1842, date à laquelle est consacrée l'Église de la Madeleine. L'église de la Madeleine est classée Monument Historique le 20 mai 1915.
On attribue souvent à Vignon le Temple de la Gloire construit à Orsay vers 1800 pour Jeanne Hulot, née Jeanne Perrin, belle-mère du général morlaisien Jean Victor Marie Moreau. Cette attribution ne se fonde que sur la parenté de l'édifice avec les œuvres de Ledoux.

## Publications
Extraits de la notice P. Vignon du catalogue de la BnF.
- Observations sur le palais que doit occuper le Tribunat, Paris, Imp. de Porthmann, s. d., 7 p.
- Mémoire à l'appui d'un projet pour utiliser les constructions de La Madeleine et les transformer en un temple consacré par S. M. l'Empereur à la gloire des armées françaises, Paris, 1807, 15 p.
- Sur le rétablissement des académies des Beaux-arts, Paris, Impr. de Mme Vve Perronneau, 1814, 12 p.
- Monumens commémoratifs projetés en l'honneur de Louis XVI et de sa famille, Impr. de Mme Vve Perronneau, 1816, 12 p.

## Distinctions
Par arrêté du 29 janvier 1881, la Ville de Paris donne le nom de « rue Vignon » à la rue de la Ferme des Mathurins, proche de l'église de la Madeleine dont il a été l'architecte.